# Sarah Toumi
Sarah Toumi, née le 16 octobre 1987 à Paris, est une entrepreneuse franco-tunisienne, connue pour son travail de lutte contre la désertification en Tunisie.

## Jeunesse
Elle naît en France d'un père de nationalité tunisienne et d'une mère de nationalité française. En 2008, alors qu'elle vit à Paris, elle fonde Dream, un organisme de mise en réseau et incubateur pour les étudiants en environnement.

## Travail environnemental
Après son retour en Tunisie en 2012, Toumi fonde le projet Acacias pour tous, qui vise à lutter contre la désertification en cours dans le pays. Elle a été inspirée par sa visite à Bir Salah, où son grand-père a vécu et où elle a réalisé l'impact sur une longue période que la désertification et un manque d'eau ont eu sur les terres environnantes. Elle a également constaté l'effet que ce phénomène a sur les femmes locales, qui sont conduites à occuper des emplois peu rémunérés dans les villes.
Après que le ministère de l'Environnement a rejeté son plan, elle constate que les banques tunisiennes ne sont pas prêtes à lui fournir un capital risque car elle est une jeune femme : « À chaque fois que j'ai reçu un non, cela a été une motivation pour moi. Il m'est apparu que je lutterais pour l'égalité des droits des femmes dans la société et que les Acacias pour tous devrait en être la première étape ». Au lieu de cela, elle lève 3 000 euros grâce au financement participatif.
Toumi adapte son projet pour permettre à des agriculteurs locaux d'utiliser les acacias pour engendrer des revenus grâce à la vente de la gomme et de l'huile extraites d'acacias et de moringa résistants à la sécheresse. Même si elle s'est assurée que les premiers agriculteurs étaient toutes des femmes, elle se rend compte qu'elle souhaite voir de l'égalité entre les sexes et inclut des agriculteurs masculins.
Pour son travail sur ce projet, elle est la seule Arabe ou Africaine à figurer sur la liste 2016 des trente entrepreneurs sociaux de moins de 30 ans publiée par le magazine Forbes. Le projet est par la suite appelé 1milliontrees4Tunisia, alors que Toumi devient l'une des trente lauréats du prix Rolex (Rolex Awards for Enterprise) 2016 et la première représentante de son pays à le remporter. Elle considère que l'utilisation des arbres pour lutter contre la désertification est applicable à l'échelle mondiale.
Le 29 août 2017, elle est nommée au Conseil présidentiel pour l'Afrique par le président français Emmanuel Macron. Le 25 novembre, elle reçoit à Amman le prix Takreem pour le développement environnemental et la durabilité.

## Entrepreneuriat social
En 2011, avec Hatem Mahbouli et Asma Mansour, Toumi fonde le Centre tunisien pour l'entrepreneuriat social, destiné à faire de l'entrepreneuriat social une base pour l'économie tunisienne.

## Prix
- 2016 : Prix Rolex (Rolex Awards for Enterprise)
- 2017 : Prix Takreem pour le développement environnemental et la durabilité